# Гангофен
Гангофен (нім. Gangkofen) — громада в Німеччині, розташована в землі Баварія. Підпорядковується адміністративному округу Нижня Баварія. Входить до складу району Ротталь-Інн.
Площа — 108,79 км2. Населення становить 6523 ос. (станом на 31 грудня 2020).